# Christian von Pentz (Diplomat)

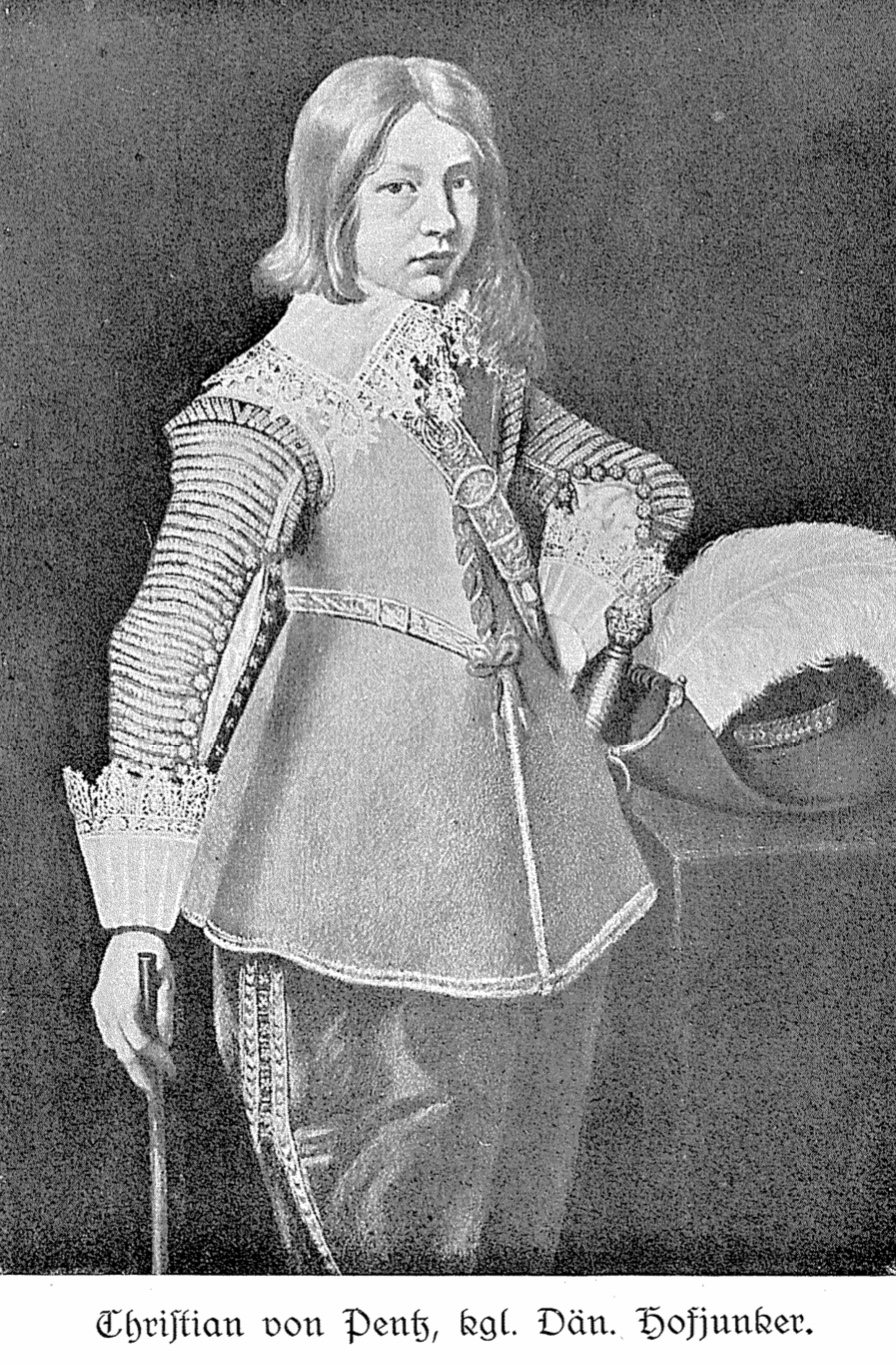
Christian v. Pentz als kgl. Dän. Hofjunker ca. 1615

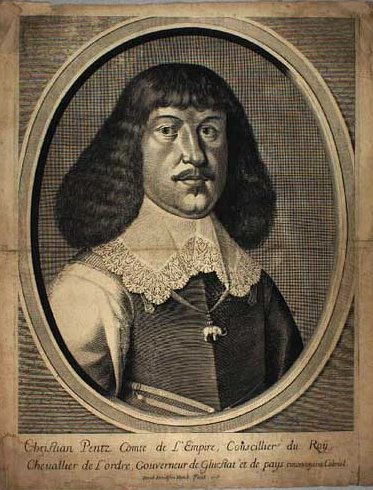
Reichsgraf Christian von Pentz

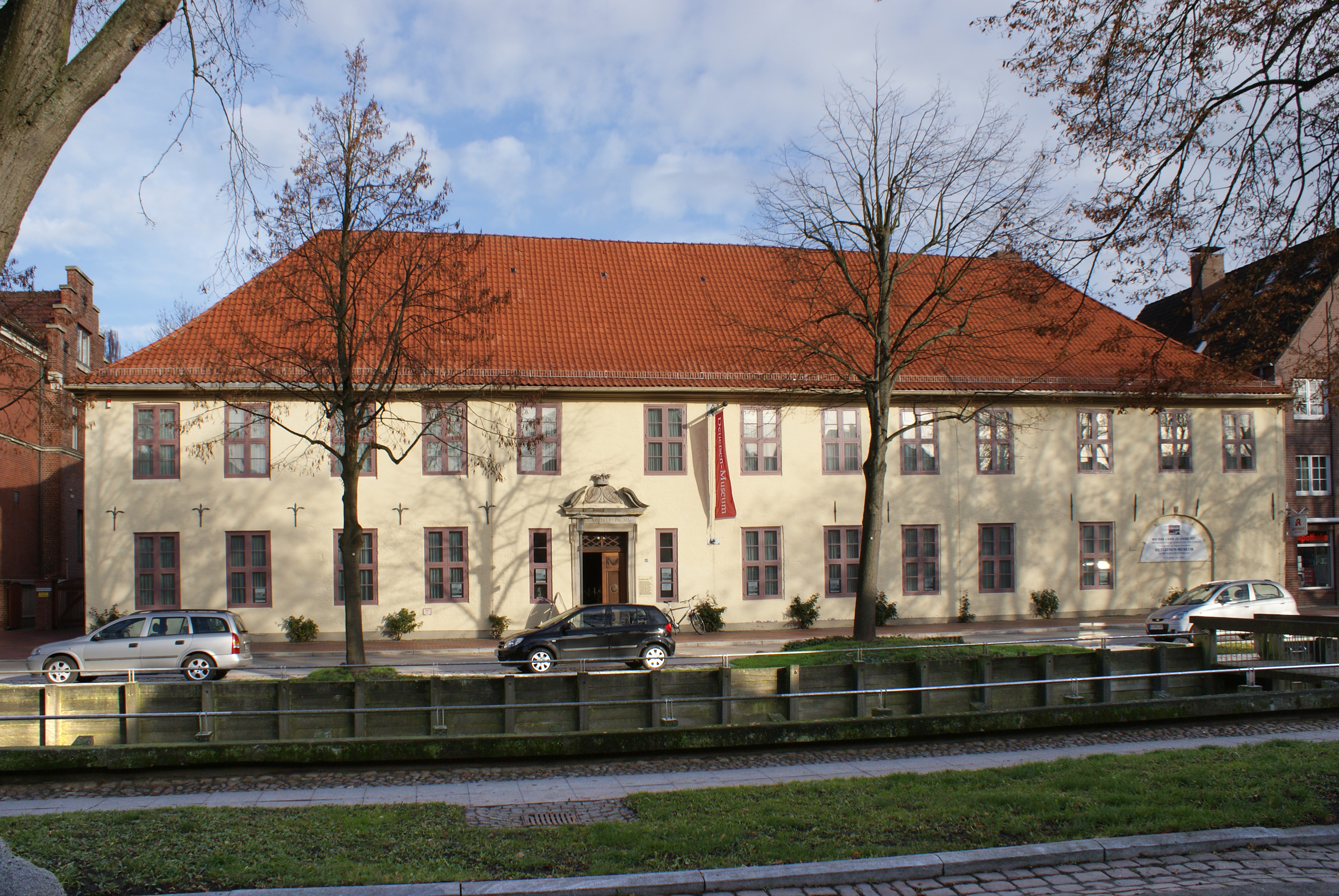
Wohnhaus in Glückstadt

Christian Reichsgraf von Pentz (* um 1600 auf Gut Neudorf nordöstlich von Lütjenburg; † September 1651 in Flensburg) war als Mitglied der einflussreichen Schwiegersöhne-Partei Kirsten Munks Gouverneur von Glückstadt und Diplomat im Dienste Königs Christian IV. von Dänemark.

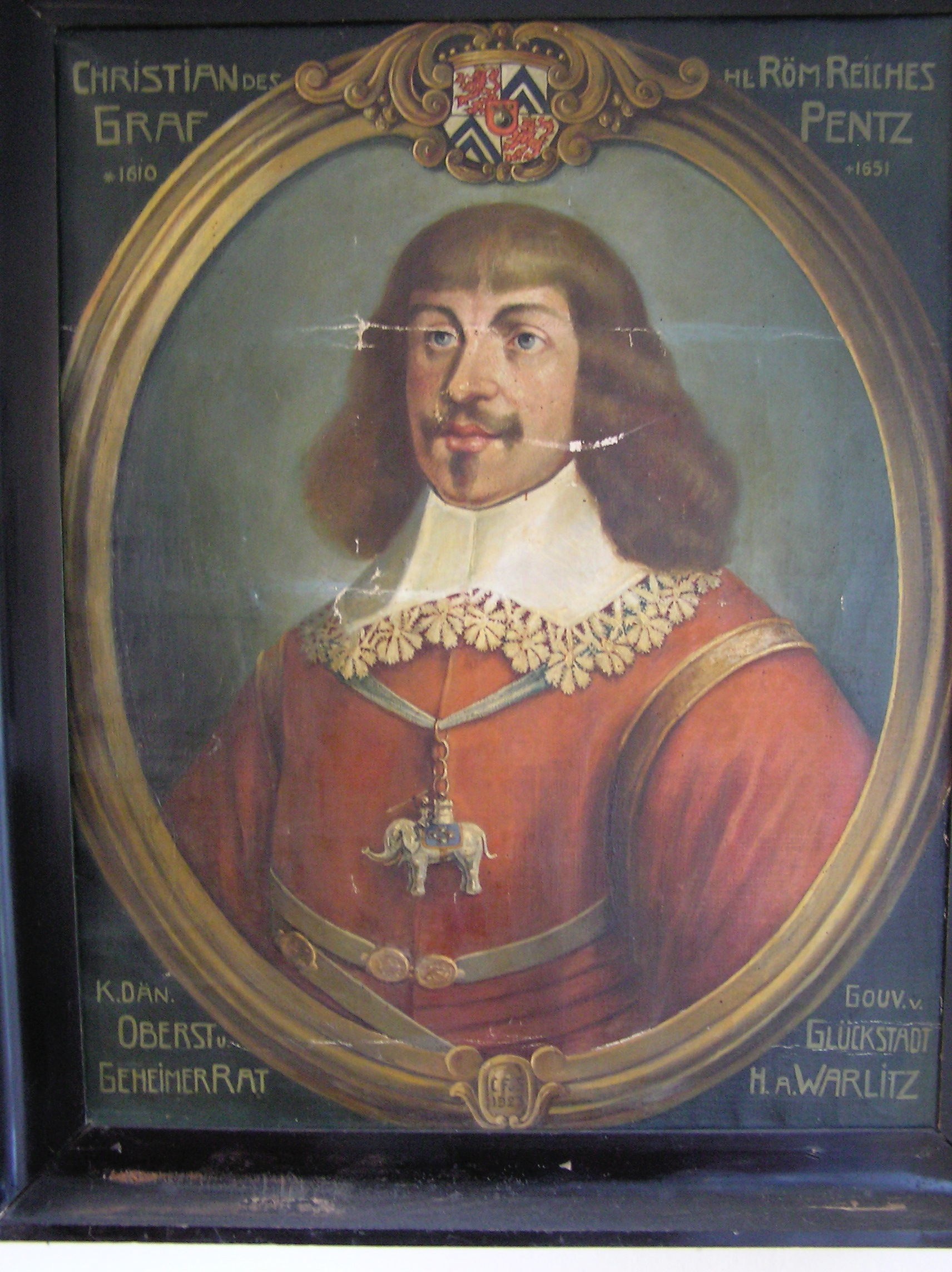
Reichsgraf Christian von Pentz

## Leben
Pentz war Sohn des Markwart von Pentz und entstammte der mecklenburgischen uradligen Familie von Pentz, die um 1500 auch in Holstein landsässig geworden war. Er studierte ab 1619 Rechtswissenschaften an den Universitäten von Rostock, Leipzig, Orléans und Padua. 1627 trat er in die Dienste von König Christian IV.

Während des Dreißigjährigen Krieges wurde Pentz 1630 Festungskommandant im neu gegründeten Glückstadt. Pentz hatte die Stadt bereits 1627/28 erfolgreich vor den Truppen Wallensteins verteidigt. Er stand dadurch in der Gunst von König Christian IV., der den Grafen 1634 mit einer seiner Töchter aus der Ehe zur linken Hand mit Kirsten Munk, der sehr lebenslustigen Gräfin Sophie Elisabeth von Schleswig-Holstein (1619–1657), vermählte. 

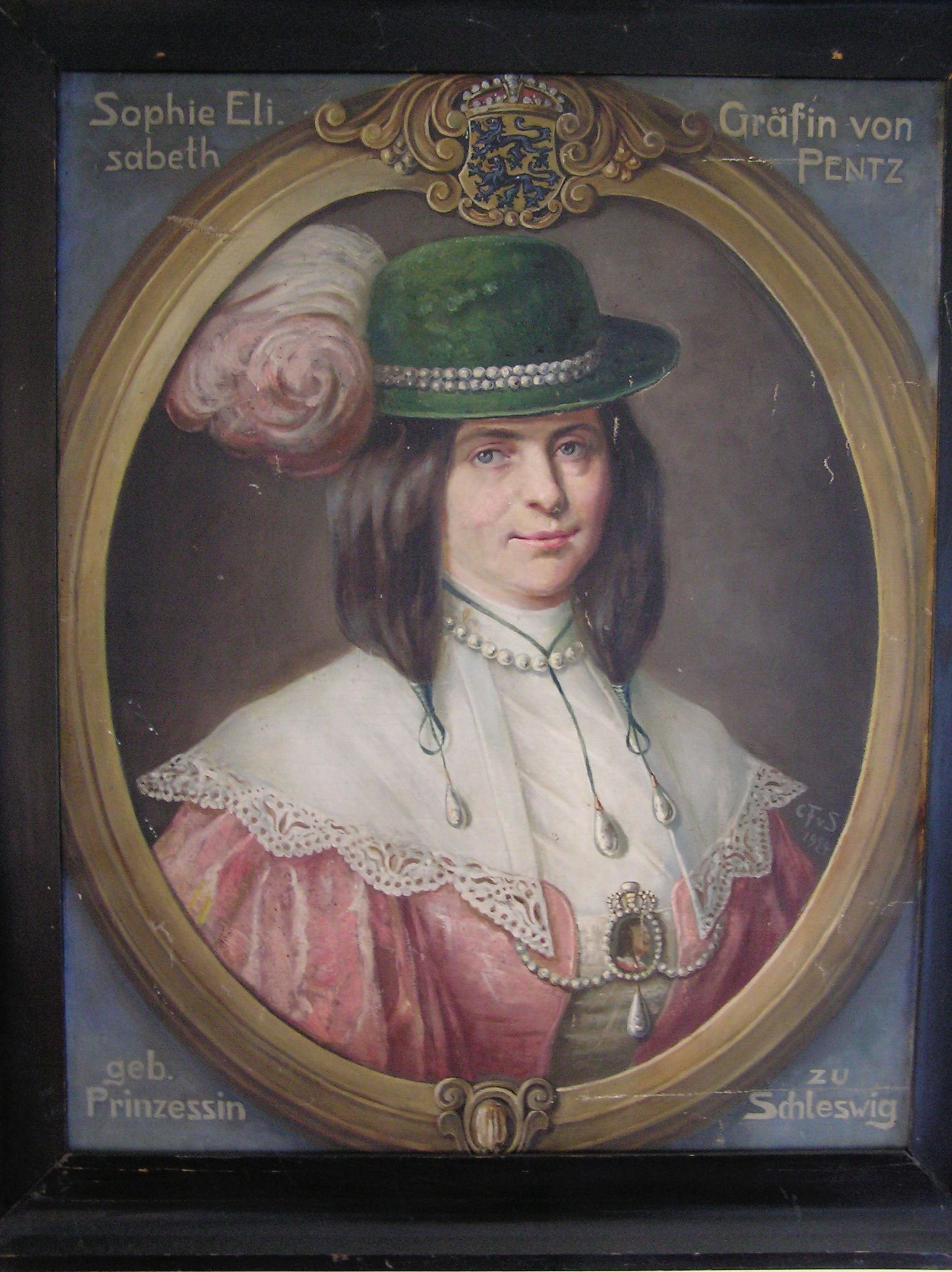
Sophie Elisabeth Reichsgräfin v. Pentz, geb. Gräfin v. Schleswig Holstein

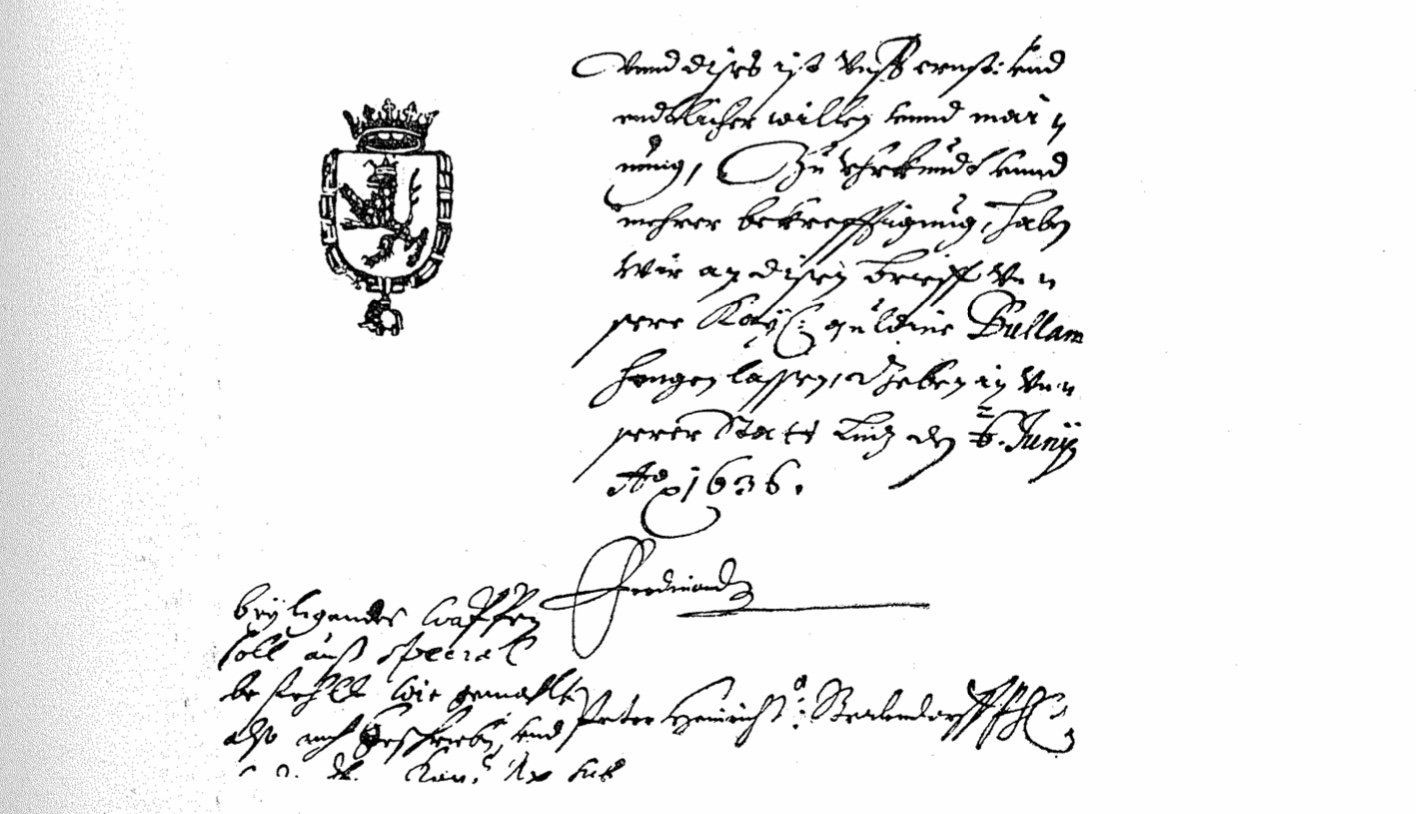
Grafendiplom von 1636 für Christian v. Pentz von Kaiser Ferdinand unterschrieben

Das von ihm zuvor neu errichtete Palais, heute Brockdorff-Palais genannt und als Museum genutzt, diente dem Grafen als standesgemäßes Stadthaus im damals blühenden Glückstadt. Am 9. November 1635 wurde Pentz (weltlicher) Domherr am Lübecker Dom. 1639 „tauschte“ er seine Besitzungen um Lütjenburg mit der Dänischen Krone gegen das Gut Wandsbek und erhielt zusätzlich 40.000 Gulden in bar. Weiter wurde Pentz im gleichen Jahr auch noch zum Amtmann des Kreises Steinburg bestellt. Bereits im 18. Jahrhundert wurde vermutet, dass in dieses Geschäft durch Christian IV. eine großzügige Mitgift für seine Tochter einkalkuliert wurde.
Neben seiner Stellung als Gouverneur der Festung Glückstadt war Pentz für König Christian auch als Gesandter tätig und reiste in dessen Auftrag an den Kaiserlichen Hof zu Kaiser Ferdinand III. in Wien. Eines der von ihm auftragsgemäß verfolgten Ziele war ein neuer Elbzoll, der die weitere Entwicklung Glückstadts in Konkurrenz zur Hansestadt Hamburg fördern sollte. Aufgrund seiner Nähe zu Christian IV. war Christian von Pentz nicht nur in den Herzogtümern ein sehr einflussreicher Politiker seiner Zeit. 1644 gelang es ihm, die Einnahme Glückstadts durch die schwedischen Truppen im Torstenssonkrieg zu verhindern, und Glückstadt blieb die einzige Festung Holsteins, die der schwedischen Belagerung standgehalten hatte.
Aufgrund seiner mit dem Alter angeblich zunehmenden Trunksucht soll er in Ungnade gefallen sein; jedenfalls wurde er 1648 mit dem Amtsantritt von König Friedrich III. als Mitglied der bis dahin einflussreichen Schwiegersöhne-Partei Kirsten Munks aus allen Ämtern entlassen. Er starb eingekerkert und umnachtet im Alter von 51 Jahren. Seine Frau Sophie Elisabeth unterstützte nach dem Tod des Vaters ihre Schwester Leonora Christina in den Auseinandersetzungen mit König Friedrich III. Inzwischen gibt es auch andere Interpretationen über die plötzliche Absetzung des Grafen. Danach sind es seine Widersacher gewesen, die den allseits beliebten und erfolgreichen Grafen „kalt stellen“ wollten und die behauptete geistige Umnachtung nur als Vorwand nutzten, um ihn wegzusperren und damit der Öffentlichkeit zu entziehen.
Nicht umsonst läuteten anlässlich seines Todes die Glocken der Marienkirche von Flensburg während 22 Tagen.
Pentz war Mitglied der Fruchtbringenden Gesellschaft mit dem Namen der Ansehnliche.

## Epitaph Pentz im Lübecker Dom

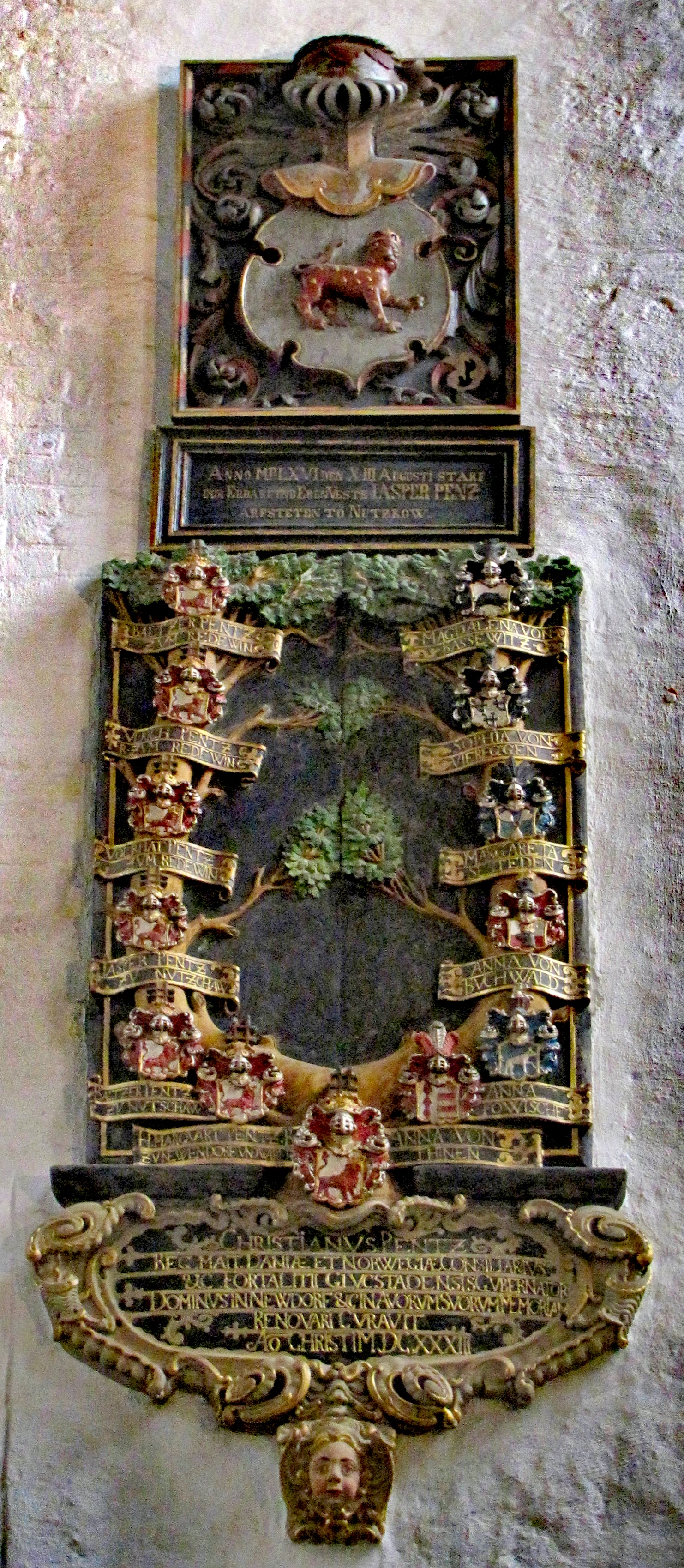
Pentz Epitaph im Lübecker Dom

1631, also gute zwei Jahre vor seiner Ernennung zum Domherren im Lübecker Domkapitel wie auch vor seiner Erhebung in den Reichsgrafenstand (1636), besann er sich auf die Renovierung eines dort befindlichen Epitaphs seines 1566 verstorbenen Vorfahren, des Gutsherrn Jasper Pentz auf Nütschau. Im gleichen Jahr 1631 hatte Christian von Pentz die mecklenburgischen Güter seiner Familie für 60.000 Gulden veräußert. Das bis auf die Helmzier erhaltene Epitaph im Dom zeigt das Wappen, einen im weißen Schilde mit umgekehrten Herzen besäeter schreitender gekrönter roter Löwe, auf dem Stechhelm ein (heute verlorenes) weißes, die Helmzier des Pentz Wappens darstellendes Doppelkreuz mit schwarzen Enden (Pfauenfedern symbolisierend), über einer schlichten Schrifttafel. Christian von Pentz fügte unterhalb eine Ahnentafel über sechs Generationen von Pentz mit den Wappen der dazugehörigen Ehefrauen als plastisch gestalteten Stammbaum an. In einer unter dem Epitaph und der Ahnentafel zusätzlich angebrachten Kartusche, die von barockem Knorpelwerk eingerahmt ist, weist eine lateinische Inschrift auf den großherzigen Erneuerer hin. Die Vorsteher der Domgemeinde verzeichneten im Wochenbuch des Doms für die Anbringung der repräsentativen Erweiterung die Einnahme einer Spende von 120 Lübische Mark. Christian von Pentz wurde nicht im Lübecker Dom beerdigt. Sein Bestattungsort ist bis heute unbekannt.

## Ehrungen
Christian von Pentz war seit dem 4. Oktober 1634 Ritter des Elefanten-Ordens. Außerdem wurde er 1644 Mitglied der Fruchtbringenden Gesellschaft und dem Pseudonym „der Ansehnliche“ (siehe auch Weblink in der Deutschen Nationalbibliothek).